# Menu (Kurzfilm)
Menu ist ein US-amerikanischer Kurzfilm aus dem Jahr 1933.

## Handlung
Mr. Omsk leidet an chronischer Magenverstimmung. Grund dafür sind die nicht vorhandenen Kochkünste seiner Frau. Der Frau kommt ein magischer Chefkoch zu Hilfe und hilft ihr, ein Entengericht für ihren leidenden Ehemann zu kochen. Der kann nun endlich seine Flasche mit Soda-Bicarbonat wegwerfen.

## Auszeichnungen
1934 wurde der Film in der Kategorie Bester Kurzfilm – Novelty für den Oscar nominiert.

## Hintergrund
Die Uraufführung fand am 23. September 1933 statt.
Der Produzent Pete Smith fungierte auch als Erzähler.